# 福查共和国

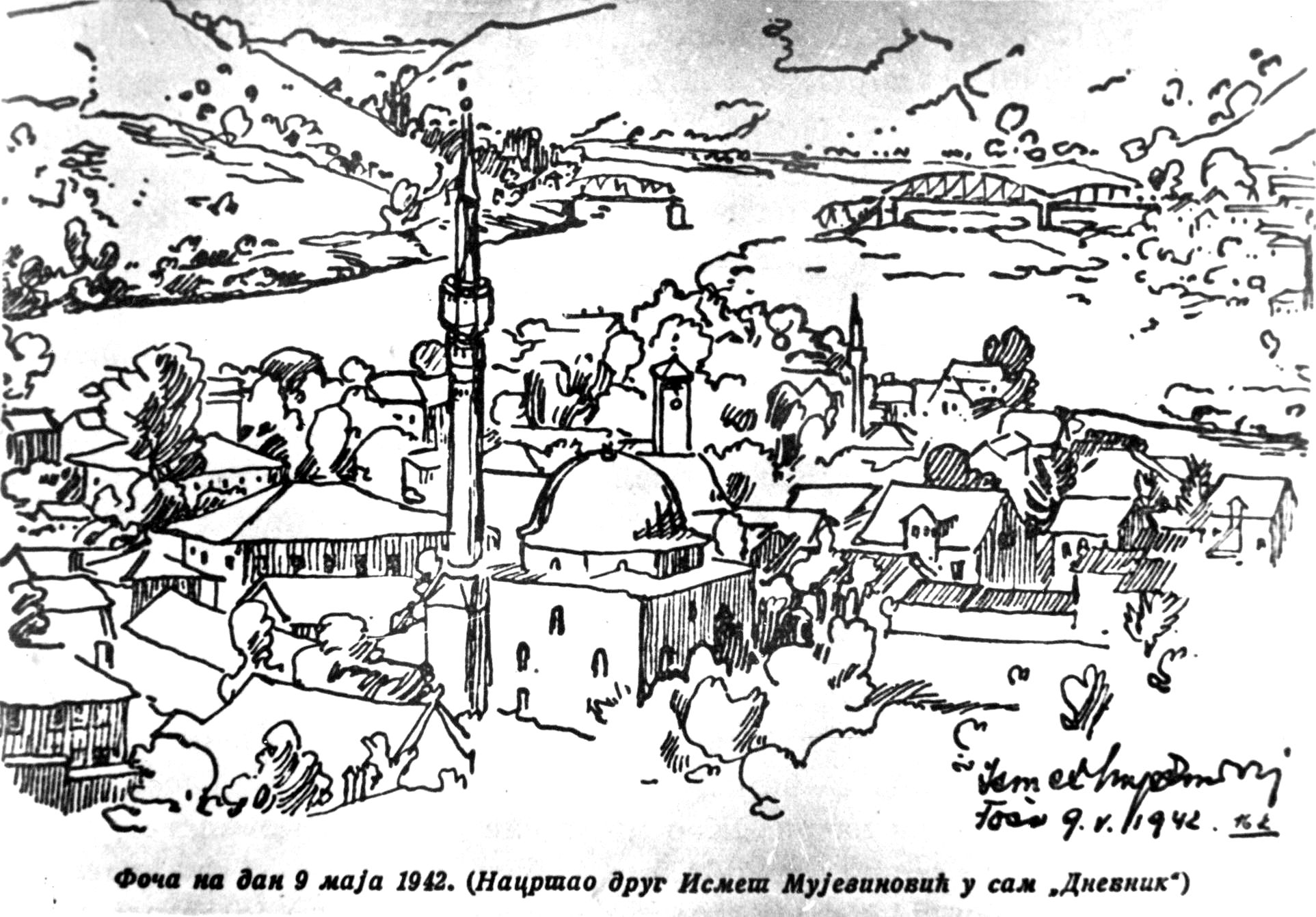
1942年5月9日的福查，伊斯梅特·穆耶兹诺维奇绘。

福查共和国是指南斯拉夫人民解放战争期间的1942年1月20日—5月10日，以福查（波斯尼亚和黑塞哥维那城镇）为中心的“解放领土”。南斯拉夫人民解放军和游击队最高司令部、南斯拉夫共产党中央委员会以及南斯拉夫人民解放运动的其他机构曾驻扎于此。在他们驻留福查期间，制定“福查条例”，这对于在“解放领土”建立政权机构具有重要意义。